# Thomas M. Käppeli
Thomas M. Käppeli OP (* 20. Juli 1900 in Isenbergschwil; † 6. Mai 1984 in Riehen) war ein Schweizer Theologe.

## Leben
Thomas M. Käppeli studierte nach dem Eintritt 1921 in den Dominikanerorden von 1922 bis 1925 in Rom und von 1925 bis 1930 in Freiburg im Üechtland. Nach der Priesterweihe 1927 war er seit 1934 Mitglied des Historischen Institutes des Dominikanerordens (Präsident 1936–1975) und von 1942 bis 1960 war er Archivar der Ordenskurie in Rom.

## Schriften (Auswahl)
- Zur Lehre des Hl. Thomas von Aquin vom Corpus Christi mysticum. Mit einem kurzen Überblick über die wichtigsten Vertreter dieser Lehre vor Thomas von Aquin. Freiburg im Üechtland 1931.
- Le Procès contre Thomas Waleys OP. Étude et documents. Rom 1936
- Stephanus de Salaniaco et Bernardus Guidonis: De quatuor in quibus Deus Praedicatorum Ordinem insignivit. Rom 1949.
- Inventari di libri di San Domenico di Perugia. Rom 1962.
- Les manuscrits médiévaux de Saint Dominique de Dubrovnik, catalogue sommaire. Rom 1965.